# Млазни штампач
Млазни штампачи је врста компјутерских штампача за домаћинства и привредне фирме (енгл. Inkjet) (са мастилом), који штампају тако што из резервоара мастила (енгл. cartridge) млазом гађају папир: у свакој секунди испали се око 50.000 капљица мастила. Постоје резервоари за црну и колор штампу. Млазни штампачи су најефикаснији за штампање слика у боји, јер се могу купити већ за неколико хиљада динара.